# Stigmasterin
Stigmasterin, auch Stigmasterol, zählt zur Gruppe der Phytosterine, die in der chemischen Struktur den tierischen Sterinen, z. B. dem Cholesterin, ähneln. Sie kommen hauptsächlich in fettreichen Lebensmitteln (Kakaobutter, Olivenöl, Sojabohnen-Öl) vor. Ähnlich wie das Cholesterin im tierischen Gewebe sind Phytosterine wichtige Bestandteile von pflanzlichen Zellmembranen. Den Phytosterinen wird eine cholesterinsenkende Wirkung zugeschrieben. Dieser Effekt ist vermutlich auf die verminderte Resorption von Cholesterin im Darm bei gleichzeitiger Zufuhr von Phytosterinen zurückzuführen. Sie werden deshalb oft bei der Therapie der Hypercholesterinämie eingesetzt. Stigmasterin wird heute aus dem unverseifbaren Anteil von Sojabohnenöl gewonnen.

## Geschichte
Stigmasterin wurde erstmals 1906 von Adolf Windaus und A. Hauth aus dem öligen Phytosterin-Gemisch der Calabarbohne isoliert.

## Verwendung
Stigmasterin wurde als Kennzeichnungsmittel für Butterschmalz verwendet. Die Herstellung von Butterschmalz aus Butter durch Entzug von Wasser wurde von der Europäischen Union subventioniert, um die Überproduktion von Butter (Butterberg) zu reduzieren. Durch den gesetzlich vorgeschriebenen Zusatz von Stigmasterin konnte aus Butterschmalz rückgewonnene Butter leichter identifiziert und Subventionsbetrug einfacher nachgewiesen werden.
Auch in der Qualitätskontrolle von Olivenöl spielt Stigmasterin eine Rolle. Der Gehalt an Stigmasterin im Olivenöl muss kleiner sein als der von Campesterin, einem weiteren Phytosterin. Größeres Vorkommen von Stigmasterin legt die Vermischung mit Sojabohnenöl nahe.
Stigmasterin ist ein wichtiger Ausgangsstoff für die technische Synthese von Steroid-Hormonen (z. B. Sexualhormonen wie Progesteron).